# Subotsi
Subotsi (Oekraïens: Суботці) is een dorp in Oekraïne in de oblast Kirovohrad.

## Geografie
Het dorp ligt 26 km ten noordoosten van Kropyvnytsky. De Ajamka-rivier stroomt door het grondgebied van het dorp

## Geschiedenis
Het dorp werd halverwege de 18e eeuw gesticht door Servische immigranten.

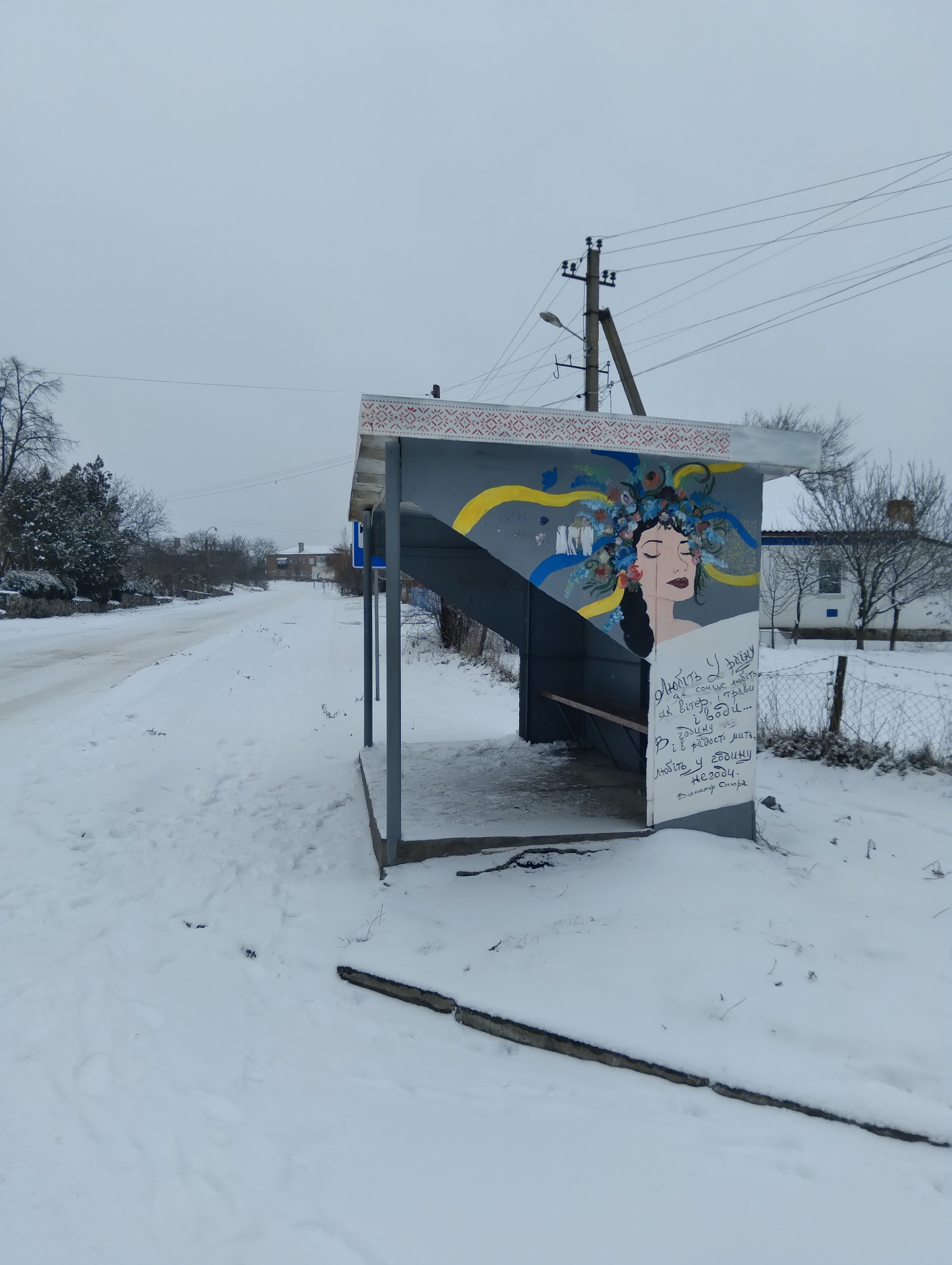
straat

Tijdens de Holodomor van 1932-1933 kwamen minstens 300 dorpelingen om het leven.